# 사이솜분주

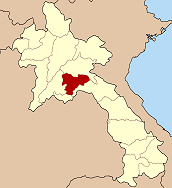
사이솜분주

사이솜분주(라오어: ໄຊສົມບູນ 사이솜분)는 라오스 북부에 위치한 주로, 주도는 아누웡이며 면적은 7,105km2, 인구는 70,600명(2004년 기준), 인구 밀도는 10명/km2이다. 라오스의 수도인 비엔티안 인근에 위치한다.
1994년 비엔티안주와 시앙쾅주의 일부 지역을 통합한 사이솜분특별구(라오어: ເຂດພິເສດໄຊສົມບູນ 켓피셋 사이솜분)가 신설되었지만 2006년 1월 13일을 기해 폐지되었다. 2013년 12월 13일 사이솜분주가 신설되어 오늘에 이른다.